# Kottern
Kottern ist ein im Kemptener Stadtteil Sankt Mang aufgegangener Ortsteil, der früher ein Dorf war. Die tatsächliche Namensbedeutung gilt als nicht geklärt. Der Ort ist mit der Geschichte der ehemaligen Textilfabrik an der Iller stark verbunden.

## Geschichte

### Papiergewerbe
1449 erhielt ein Kemptener Bürger Zins aus dem Gut „in der kutun“. Zwei Jahre später werden die Güter „ze Kotrun“ erwähnt. 1494 besaß die Reichsstadt Kempten die Gerichtsbarkeit über Mühlen und Hammerwerke in Kottern. 1528 verkaufte es die Reichsstadt, die ihre Rechte 1525 bestätigt bekommen hatte, an einen Moriz Staiger und Peter Stähelin.
In 1585 wurden in Kottern drei Papiermühlen betrieben, in der Nacht des 5. März 1585 wurden alle drei Papierer, obwohl sie Untertanen der Reichsstadt Kempten waren, vom stiftkemptischen Vogt Dietrich von Hörben überfallen und mit ihren Brüdern auf die Burg Sulzberg gebracht. Am 12. März des gleichen Jahres erging ein Mandat des kaiserlichen Kammergerichts an den Fürstabt wegen dieser Gewalttat.
Zum Ende des 16. Jahrhunderts bestand Kottern wohl aus einer Hammerschmiede mit vier Häusern und Feldern als Stiftslehen. Ein Jahr darauf klärten die Reichsstadt und das Stift Kempten, dass die Reichsstadt ab Kottern flussabwärts Papiermühlen bauen und betreiben konnte.
1708 brannten alle drei Papiermühlen und die beiden Wasserhämmer ab. Dreißig Jahre später war keiner der Hämmer mehr in Betrieb. 1776 wurde die Kotterner Wasserquelle neu gefasst und die Deichelfahrt nach Kempten erneuert.
Im Jahr 1819, ein Jahr nach der Bildung der Ruralgemeinde Sankt Mang, bestand Kottern aus vier Anwesen mit 19 Personen, die zur Hauptmannschaft Lenzfried gehörten.

### Industrialisierung durch Textilfabrik

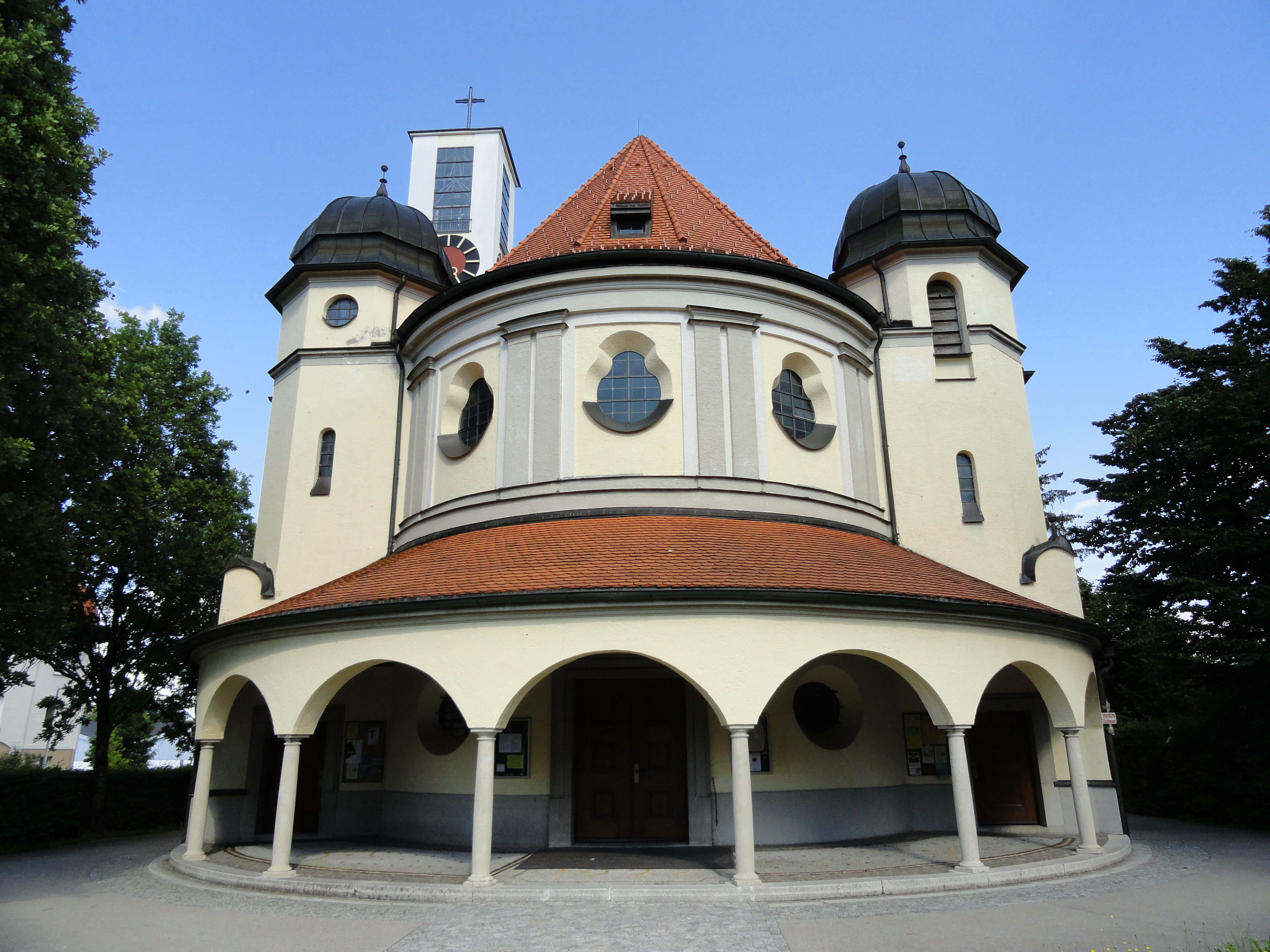
Die 1922 geweihte Kirche Mariä Himmelfahrt.

Im Jahr 1847 begann mit dem Erwerb der drei Papiermühlen an der Iller durch Caspar Honegger die Industrialisierung des Allgäus. Er ließ dort zunächst bis 1850 eine fünfstöckige Textilfabrik und eine Maschinenfabrik errichten. Ein Jahr darauf wurden die alten Wasserräder abgebaut, die Wehranlagen umgebaut und das Wasserkraftwerk Felsenwehr errichtet, von dem eine Turbine die Antriebsenergie für die Fabrik lieferte.
1854 wurde die Illerbrücke zwischen Kottern und Eich auf der anderen Uferseite errichtet. Bis dahin diente ein Fährbetrieb der Flussüberquerung. Vier Jahre später wurde eine Fabrikschule eingerichtet und 1880 eine Gemeindeschule erbaut. 1884 war die Textilfabrik in ihrer Längsausdehnung vollendet, die auf der anderen Flussseite stehende Maschinenfabrik wurde abgebrochen.
Das Industriedorf bestand im Jahr 1900 aus 52 Häusern mit 1147 Einwohnern. Von 1906 bis 1907 wurde die Ortschaft kanalisiert und 1909 der Bahnhof Kottern-Neudorf errichtet. 1911 wurde ein Shedbau im Jugendstil auf der Illerhochterrasse aufgebaut.
Die römisch-katholische Großkirche Mariä Himmelfahrt wurde im Jahr 1922 geweiht, drei Jahre später der Heldenfriedhof auf dem Kirchenvorplatz. Im Jahr 1927 wurde die nahe gelegene evangelische Christuskirche eingeweiht, knapp drei Jahre später die neue Schule eröffnet und nach weiteren fünf Jahren vergrößert.

### Zweiter Weltkrieg und Nachkriegszeit
Während des Zweiten Weltkriegs wurde die Textilfabrik in Kottern zu 90 Prozent zerstört. 1950 war der Wiederaufbau der Fabrik weitgehend beendet. Die Gemeindeteilnamen Schelldorf, Neudorf, Kottern und Drahtzug (gehörte bereits zu Kottern) wurden per Gemeindeordnung durch die Regierung von Schwaben mit Entschließung vom 29. September 1962 aufgehoben. Aufgrund der gleichen Entschließung wurden die vier Siedlungsbestandteile von Sankt Mang, dessen Name nun nicht mehr als St. Mang abgekürzt werden durfte, vereinigt. Zehn Jahre später wurde die Gemeinde in Kempten eingemeindet.
1992 wurde die Fabrik geschlossen, sämtliche Arbeiter verloren ihre Arbeit. Einige Jahre später wurde aus dem Fabrikgelände ein Gründerzentrum und Gewerbegebiet.

## Sport
Der 1874 gegründete Verein TSV 1874 Kottern hat mehrere Sportabteilungen und erzielte mehrere Erfolge auf Bundesebene.